# Seven Mile Creek (Wisconsin)
Seven Mile Creek es un pueblo ubicado en el condado de Juneau en el estado estadounidense de Wisconsin. En el Censo de 2010 tenía una población de 358 habitantes y una densidad poblacional de 3,8 personas por km².

## Geografía
Seven Mile Creek se encuentra ubicado en las coordenadas 43°41′14″N 90°0′50″O / 43.68722, -90.01389. Según la Oficina del Censo de los Estados Unidos, Seven Mile Creek tiene una superficie total de 94.32 km², de la cual 94.31 km² corresponden a tierra firme y (0.01%) 0.01 km² es agua.

## Demografía
Según el censo de 2010, había 358 personas residiendo en Seven Mile Creek. La densidad de población era de 3,8 hab./km². De los 358 habitantes, Seven Mile Creek estaba compuesto por el 97.77% blancos, el 0% eran afroamericanos, el 1.12% eran amerindios, el 0.56% eran asiáticos, el 0% eran isleños del Pacífico, el 0.28% eran de otras razas y el 0.28% pertenecían a dos o más razas. Del total de la población el 1.12% eran hispanos o latinos de cualquier raza.